# System Ninja
System Ninja — бесплатная программа, предназначенная для очистки нежелательного мусора на компьютере под управлением операционной системы Microsoft Windows.
Для запуска программы требуется предустановленный пакет .NET Framework 3.5 SP1 и выше.

## Описание
Утилита является средством для очистки ненужных файлов в системе. Главное отличие утилиты от большинства подобных, к примеру, CCleaner, которые ищут мусор в конкретных указанных пользователем местах, механизм сканирования System Ninja обнаруживает системный мусор, где бы он ни находился, производя анализ по всей файловой системе. После выполнения операции в системе программа предоставляет полный отчёт со всеми деталями для того, чтобы пользователь мог собственноручно решить дальнейшую судьбу каждого файла.
System Ninja оснащена дополнительными утилитами, в числе которых есть Startup Manager, App Uninstaller, Process Manager, PC Analysis, а также инструментами —
- Windows Service Manager — позволяет останавливать и запускать системные службы.
- FileAnalyzr — анализатор файлов, умеет автоматически возвращать контрольные суммы (MD5, SHA1 и SHA-256), дату и время последнего доступа, дату создания и размер на диске и многое другое.
- Registry Cleaner — поиск и удаление ненужных ключей реестра.

## Возможности
- Сканирование и анализ по всей файловой системе.
- Графический интерфейс пользователя.
- Очистка истории системного реестра.
- Менеджер управления автозапуска программ.
- Наличие деинсталлятора программы.
- Менеджер процессов.
- Инструмент CCEnhancer, позволяющий взаимодействовать совместно с популярной утилитой для очистки системы CCleaner[1][2].

### Портативная версия
System Ninja Portable — это специальная версия System Ninja, предназначенная для работы со сменных носителей информации, таких, как USB флэш-диск, Memory Stick, iPod/MP3 и прочих устройств.